# N値 (ボーリング調査)
N値（エヌち、英語：N-value）とは、標準貫入試験（JIS A 1219）によって求められる地盤の強度等を求める試験結果（数値）である。標準貫入試験値とも言う。
その定義は『質量63.5±0.5キログラムのドライブハンマー（通称、モンケン）を76±1センチメートル自由落下させて、ボーリングロッド頭部に取り付けたノッキングブロックを打撃し、ボーリングロッド先端に取り付けた標準貫入試験用サンプラーを地盤に30センチメートル打ち込むのに要する打撃回数』である。

## N値の利用
N値を用いて、地盤の硬さや締まりの程度を評価したり、基礎や地盤反力等の設計に必要な地盤定数（土質定数）の推定に利用する。